# (4141) Nintanlena
(4141) Nintanlena es un asteroide perteneciente al cinturón de asteroides, descubierto el 8 de agosto de 1978 por Nikolái Stepánovich Chernyj desde el Observatorio Astrofísico de Crimea (República de Crimea).

## Designación y nombre
Designado provisionalmente como 1978 PG3. Fue nombrado Nintanlena en honor a Nina, Tanya y Elena, esposa e hijas del astrónomo ruso Klim Ivanovich Churyumov.